# تاچ (ترانه کتس‌آی)
«تاچ» (انگلیسی: Touch) ترانه‌ای از گروه دخترانه آمریکایی کتس‌آی است. این ترانه در ۲۶ ژوئیه ۲۰۲۴، به عنوان دومین تک‌آهنگ از نخستین آلبوم چندآهنگه گروه به نام SIS (Soft Is Strong) است و توسط هایب یوام‌جی و گفن منتشر شد.